# Monastère de Dobrun
Le monastère de Dobrun (en serbe cyrillique : Манастир Добрун ; en serbe latin : Manastir Dobrun) est un monastère orthodoxe serbe situé en Bosnie-Herzégovine, sur le territoire du village de Gornji Dobrun et dans la municipalité de Višegrad. Il remonte au XIVe siècle et est inscrit sur la liste provisoire des monuments nationaux de Bosnie-Herzégovine.
Le monastère, qui est rattaché à la métropole de Dabro-Bosna, est dédié à la Dormition de la Mère de Dieu.

## Localisation

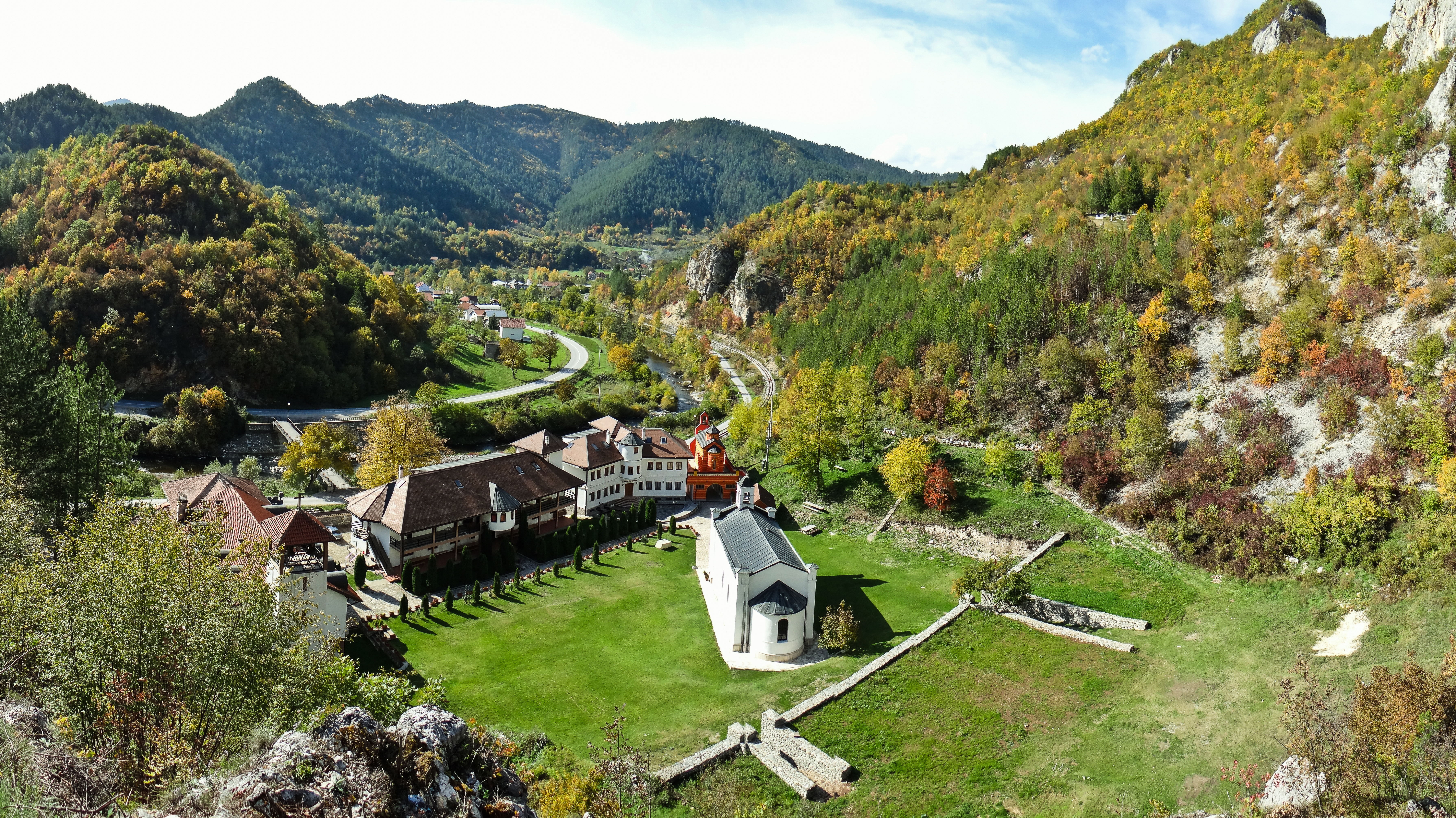
Vue générale du monastère

L'église de l'Assomption (et/ou de la Dormition) de la Vierge Marie est également connue sous le nom de monastère de Dobrun et/ou de Krusevo.
Le monastère se situe à environ 10 km à l'est de Višegrad, en direction de la frontière de la Serbie, sur la rivière Rzav.

## Histoire

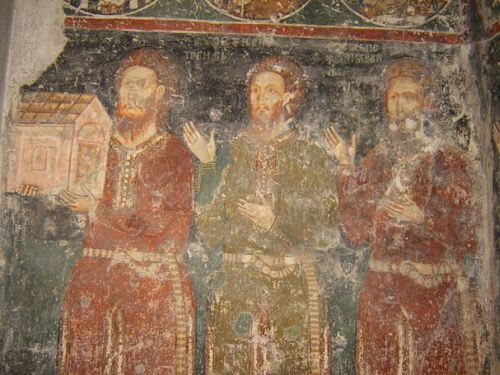
Fresque avec le fondateur du monastère

Il aurait été fondé en 1343 par le duc Pribil (en) et ses fils Stefan et Petar.
Le monastère a longtemps été ouvert uniquement lors des grandes fêtes religieuses, sur décision du métropolite, à charge pour les moines de résider et d'exercer ailleurs.
Il a été maintes fois détruit et reconstruit. 
Il a été particulièrement endommagé lors de la conquête turque en 1462.
La grande reconstruction date de 1884, sous le métropolite Sava Kosanovic, avec l'aide des habitants de la région de Dobrun et celle de la baronne Vilhelmina Nikolic.
La destruction en 1914-1918 est suivie d'une reconstruction en 1921.
En 1945, le monastère est presque complètement détruit, lors de l'explosion en janvier 1945 de l'entrepôt allemand de mines.
Le monastère est reconstruit, et consacré en 1946.
En 1994, le monastère est à nouveau habité par des moines, par décision du métropolite.
Depuis 2004, la communauté monastique, dirigée (en 2008) par le père Kalistrat, est particulièrement active dans la construction de nouveaux bâtiments, dont un konak, un musée du soulèvement, un musée des Métropolitains de Dabro-Bosna.

## Architecture

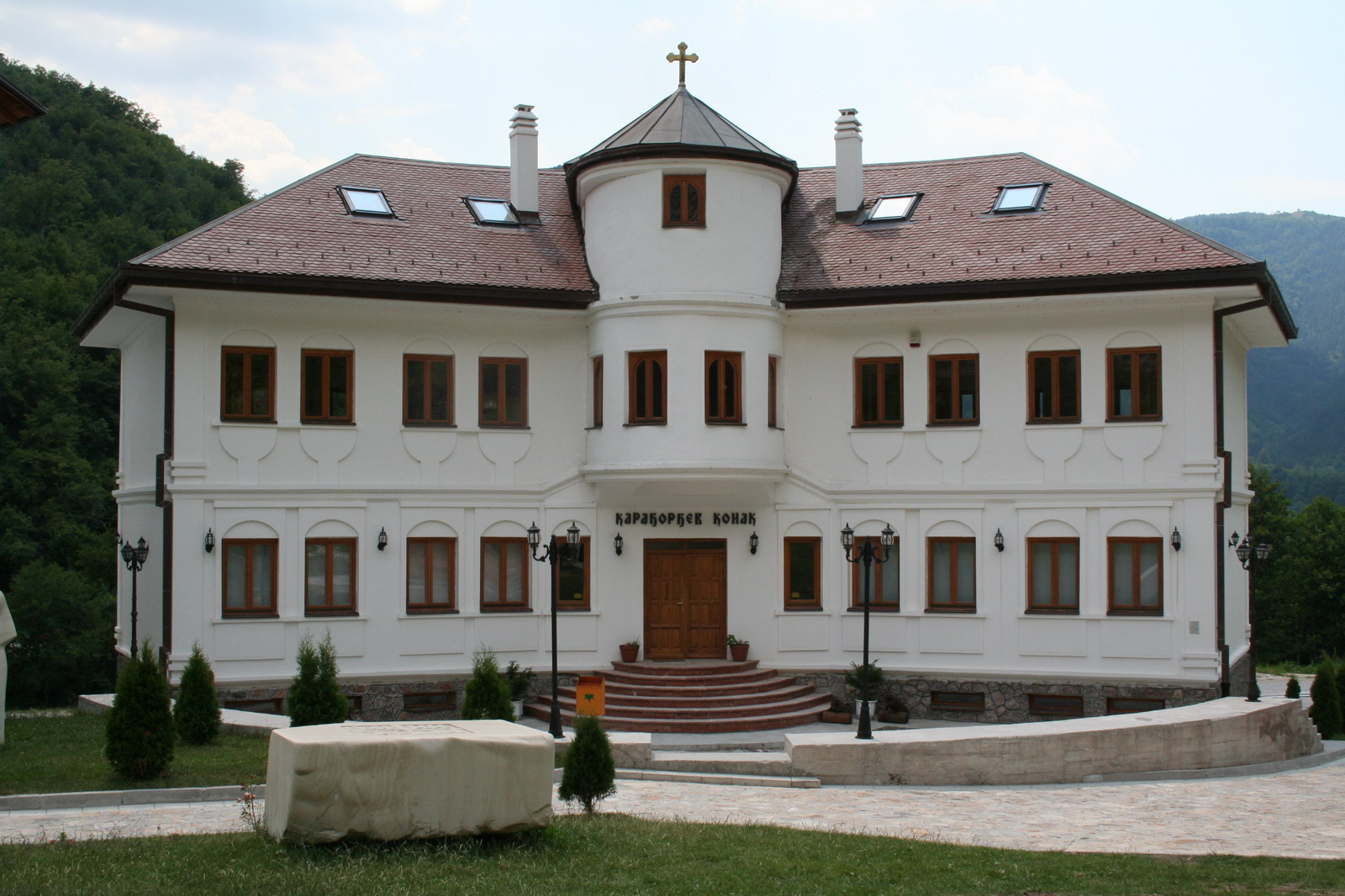
Le konak du monastère

Dans les rochers au-dessus du monastère se trouve une grotte, à l'entrée autrefois murée, longtemps habitée par des ermites, qui ne se rendaient au monastère que pendant les grandes vacances.

## Fresques
Les fresques préservées représentent l'une l'empereur Stefan Uroš IV Dušan, souverain serbe de la dynastie des Nemanjić, avec son épouse Helena/Jelena et son fils Uroš, l'autre le responsable du monastère, le comte Pribil, ses fils et gendre Petar et Stan.